# 光明駅インターチェンジ
光明駅インターチェンジ（クァンミョンニョクインターチェンジ）は大韓民国京畿道安養市にある西海岸高速道路のインターチェンジ。行政区域上では安養市に属しているが、進出入路は光明市に通じる。

## 周辺
- 光明駅 - この駅を連携するために建設されたため、このような名称が付けられた。

## 隣
西海岸高速道路
(34) 牧甘IC - (35) 光明駅IC - (36) 日直JCT